# 细胞介导免疫
细胞介导免疫是一種不涉及抗体的免疫应答；相对于体液免疫，可简称细胞免疫、胞介免疫。細胞介導免疫會活化巨噬细胞和自然杀伤细胞使它們能破壞胞內病原體、激活抗原特异性细胞毒性T细胞（CD8+），並释放各种细胞因子对抗原做出应答。不像体液免疫，其中沒有抗體參與免疫应答。

## 过程
病原體被抗原呈递细胞(APC)吞噬後，APC利用細胞膜上的MHCII蛋白呈現抗原，抗原活化T細胞，T细胞释放信号分子，激活吞噬细胞或B细胞来消灭病原体。